# 마이크 터커
마이크 터커(Mike Tucker, 사우스웨일스 출생)는 BBC 텔레비전 시각효과부에서 수년간 일해온 특수 효과 전문가로, 지금은 자신의 회사인 더 모델 유닛에서 특수효과 감독으로 일하고 있다. 그는 텔레비전 드라마 《닥터 후》와 연관되는 여러 스핀오프와 텔레비전 드라마 《멀린》의 에피소드에 기반을 둔 여러 소설의 저자이기도 하다. 터커는 가끔씩 로버트 페리와 공동각본을 맡기도 한다.

## 특수 효과
BBC에서 터커의 첫 활동은 1982년도 역사시리즈 《타임워치》의 휴일 교대 보조였다. 그는 이어서 BBC 프로그램들 내에서의 실제 효과 및 모형들을 작업하는 BBC 시각효과부 (BBC Visual Effects Department)의 정기근무 일원이 되었는데, 이 프로그램에는 《캐주얼티》, 《탑 오브 더 팝스》, 《이스트엔더스》, 《더 싱잉 디텍티브》, 《프로우스트》, 《투모로스 월드》와 그 외 다수가 있었다. 그는 《레드 드워프》의 시리즈 1 ~ 7에서 주 특수효과팀 중 한 명이었으며, 올드 《닥터 후》의 마지막 네 개 시즌에서 효과 보조로 작업했다. 칠드런 인 니드 스페셜 에피소드 〈Dimensions in Time〉에서 작업한 《닥터 후》와의 그의 연계는 드라마가 BBC에 의해서 '부활'한 뒤 오랫동안 계속된다.
터커는 90년대 초에 《아이 워스 어 랫》, 《999 인터네셔널》, 《레이징 플래닛》, 《트위스터 위크》와 같은 프로그램들의 효과를 다루면서 자격을 모두 완전히 갖춘 효과감독이 되었다. 미니어처 효과를 전문으로 다루기 시작한 그는 《이집트의 황금 제국》, 《바다의 재난들》, 《넬슨의 섬》, 《빌리 앤드 더 파이터 보이즈》, 《히로시마》, 《브리턴 밤》의 모형 시퀀스를 다루는 것으로 넘어갔다.
2005년 터커는 모형 작업 감독으로서 《닥터 후》의 오리지널 시리즈를 작업하고 크리스토퍼 에클스턴 주연 동일 드라마의 부활판에서도 작업하는 최초의 인물이 되었으며, 현재까지도 계속해서 작업하고 있다. 그는 2004년 BBC 효과부가 폐쇄됨에 따라 자신의 회사인 '더 모델 유닛'을 차렸다. 이 회사는 처음에 얼링 스튜디오에 자리해 있다가 2012년 윔블던 스튜디오로 이전했다. 2014년 윔블던 스튜디오가 폐쇄되자 회사는 다시 한 번 얼링 스튜디오로 되돌아왔다.
더 모델 유닛은 BBC의 《서바이빙 디제스터》 - 뮌헨 비행기 참사 편과 《크라카토아 - 더 라스트 데이즈》, ITV의 《문샷》과 《프라임벌》, 디스커버리 채널의 《인체, 그 한계의 끝》, 《클래시 오브 더 다이노사어즈》, 《라스트 데이 오브 더 다이노사어즈》, 마지막으로 워킹 타이틀 필름즈의 장편영화 《어톤먼트》를 비롯한 다양한 프로젝트에 미니어처 효과 시퀀스를 보태고 있다.
2013년 11월 23일, BBC는 《닥터 후》의 50주년 기념 스페셜 에피소드 〈The Day of the Doctor〉를 방송했다. 마이크 터커의 모델 유닛은 BBC 1과 여러 국가에서 동시에 방송되고 영국 내 1,500개 영화관에서 상영된 장편 스페셜 내에서 미니어처 효과를 맡았다.

## 후보 및 수상
2006년 5월 터커는 드라마 다큐멘터리 《히로시마》에서 특수효과를 작업한 것으로 BAFTA 기술상을 수상했다. 2008년 7월에는 디스커버리 채널의 《인체, 그 한계의 끝》에서 작업한 것으로 프라임타임 에미상 텔레비전 시리즈 내 뛰어난 시각 효과 부문의 후보로 지명된 팀 중 한 명이었다.
2014년 4월 마이크 터커의 모델 유닛은 닥터 후 - The Day of the Doctor로 밀크 VFX, 리얼 SF와 함께 BAFTA 기술상을 수상했다.

터커는 RTS 기술상에서 《999 인터네셔널》의 'Missing in Action' 에피소드, 《더 브릭턴 밤》, 《호라이즌》의 'Las Flight of Columbia', 《인체, 그 한계의 끝》, 《닥터 후》의 'The Day of the Doctor'로 다섯 번 후보에 오른 적이 있었다.